# Det grønne bælte - En film om Københavns landbefæstning.
|  | Denne artikel er oprettet af botten Steenthbot ud fra en ekstern database. Den kan derfor have sproglige fejl eller mangler. Denne skabelon kan fjernes efter kontrol af indholdet. |

Det grønne bælte - En film om Københavns landbefæstning. er en dansk dokumentarfilm fra 1981 instrueret af Erik Wassard efter eget manuskript.

## Handling
En beretning om Københavns befæstning og dennes historiske udvikling